# Ectopria tarsalis
Ectopria tarsalis là một loài bọ cánh cứng trong họ Psephenidae. Loài này được LeConte miêu tả khoa học đầu tiên năm 1853.